# Hospital Princesa Alexandra

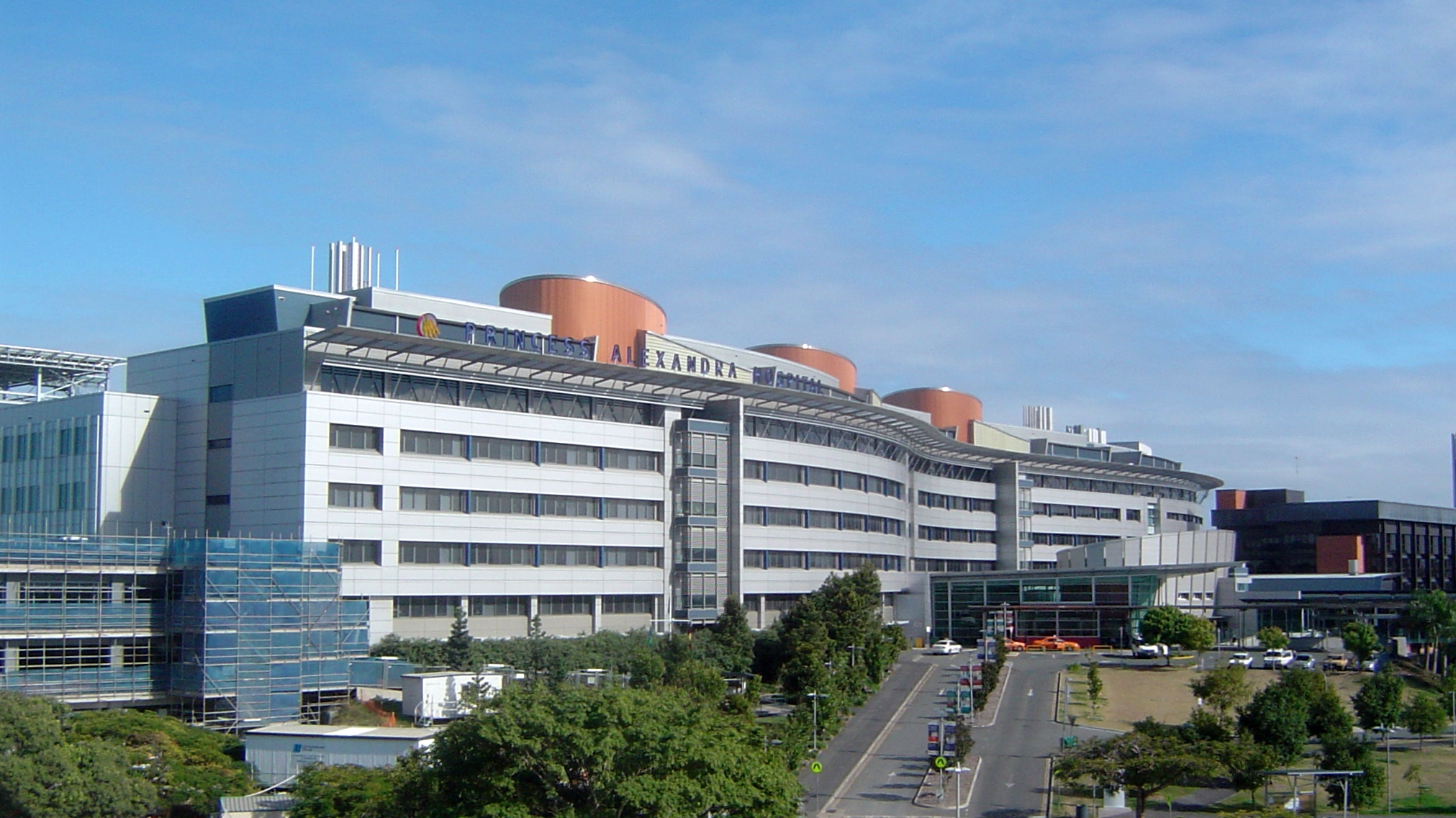

O Hospital Princesa Alexandra (em inglês: Princess Alexandra Hospital) é um complexo hospitalar localizado em Ipswich Road em Woolloongabba, Austrália. É um dos principais hospitais de Brisbane e é um hospital-escola da Universidade de Queensland. É um hospital universitário de nível terciário, com todas as especialidades médicas e cirúrgicas no local, exceto para obstetrícia, ginecologia e pediatria. Um novo prédio foi inaugurado em 2000 para substituir o velho complexo hospitalar de tijolos vermelhos.
O nome do hospital é uma homenagem à Princesa Alexandra de Kent do Reino Unido.